# La Chapelle-d'Angillon
Pour les articles homonymes, voir La Chapelle et Angillon.
La Chapelle-d'Angillon [la ʃapɛl dɑ̃ʒilɔ̃] est une commune française située dans le département du Cher, en région Centre-Val de Loire.

## Géographie

### Climat
Pour des articles plus généraux, voir Climat du Centre-Val de Loire et Climat du Cher.
En 2010, le climat de la commune est de type climat océanique dégradé des plaines du Centre et du Nord, selon une étude du CNRS s'appuyant sur une série de données couvrant la période 1971-2000. En 2020, Météo-France publie une typologie des climats de la France métropolitaine dans laquelle la commune est exposée à un climat océanique altéré et est dans la région climatique  Centre et contreforts nord du Massif Central, caractérisée par un air sec en été et un bon ensoleillement. 
Pour la période 1971-2000, la température annuelle moyenne est de 10,8 °C, avec une amplitude thermique annuelle de 15,9 °C. Le cumul annuel moyen de précipitations est de 802 mm, avec 12,3 jours de précipitations en janvier et 7,4 jours en juillet. Pour la période 1991-2020, la température moyenne annuelle observée sur la station météorologique installée sur la commune est de 11,6 °C et le cumul annuel moyen de précipitations est de 870,9 mm,. Pour l'avenir, les paramètres climatiques de la commune estimés pour 2050 selon différents scénarios d'émission de gaz à effet de serre sont consultables sur un site dédié publié par Météo-France en novembre 2022.
| Mois                                  | jan.           | fév.           | mars          | avril         | mai           | juin          | jui.          | août          | sep.          | oct.          | nov.          | déc.           | année      |
| ------------------------------------- | -------------- | -------------- | ------------- | ------------- | ------------- | ------------- | ------------- | ------------- | ------------- | ------------- | ------------- | -------------- | ---------- |
| Température minimale moyenne (°C)     | 1,2            | 0,7            | 2,3           | 4,6           | 8,1           | 11,7          | 12,9          | 12,4          | 8,8           | 6,9           | 4,2           | 1,7            | 6,3        |
| Température moyenne (°C)              | 4,3            | 4,9            | 7,6           | 11            | 14,1          | 17,7          | 19,6          | 19,2          | 15,6          | 12,1          | 8             | 5              | 11,6       |
| Température maximale moyenne (°C)     | 7,3            | 9              | 12,9          | 17,3          | 20,1          | 23,7          | 26,2          | 26,1          | 22,4          | 17,3          | 11,7          | 8,3            | 16,9       |
| Record de froid (°C) date du record   | −11,6 07.01.09 | −13,8 09.02.12 | −7,6 12.03.10 | −6 04.04.22   | −2 06.05.19   | 1,5 01.06.11  | 4,9 22.07.08  | 3,6 30.08.09  | −0,5 20.09.12 | −4,9 19.10.09 | −8,5 17.11.07 | −12,4 19.12.09 | −13,8 2012 |
| Record de chaleur (°C) date du record | 16,4 01.01.22  | 22,9 27.02.19  | 24,8 31.03.21 | 28,2 21.04.18 | 31,8 28.05.17 | 38,8 29.06.19 | 41,6 25.07.19 | 38,3 19.08.12 | 36,1 04.09.23 | 31,2 02.10.23 | 23,2 07.11.15 | 17,1 17.12.19  | 41,6 2019  |
| Précipitations (mm)                   | 76,5           | 65,2           | 68            | 69,1          | 79,1          | 61,1          | 68,8          | 64,5          | 68,2          | 79,7          | 82,6          | 88,1           | 870,9      |

## Urbanisme

### Typologie
Au 1er janvier 2024, La Chapelle-d'Angillon est catégorisée commune rurale à habitat dispersé, selon la nouvelle grille communale de densité à 7 niveaux définie par l'Insee en 2022.
Elle est située hors unité urbaine. Par ailleurs la commune fait partie de l'aire d'attraction d'Aubigny-sur-Nère, dont elle est une commune de la couronne,. Cette aire, qui regroupe 16 communes, est catégorisée dans les aires de moins de 50 000 habitants,.

### Occupation des sols
L'occupation des sols de la commune, telle qu'elle ressort de la base de données européenne d’occupation biophysique des sols Corine Land Cover (CLC), est marquée par l'importance des territoires agricoles (78,6 % en 2018), en diminution par rapport à 1990 (79,4 %). La répartition détaillée en 2018 est la suivante : 
prairies (42,2 %), terres arables (26 %), forêts (12,6 %), cultures permanentes (5,4 %), zones agricoles hétérogènes (5 %), zones urbanisées (4,6 %), zones industrielles ou commerciales et réseaux de communication (2,1 %), eaux continentales (2,1 %).
L'évolution de l’occupation des sols de la commune et de ses infrastructures peut être observée sur les différentes représentations cartographiques du territoire : la carte de Cassini (XVIIIe siècle), la carte d'état-major (1820-1866) et les cartes ou photos aériennes de l'IGN pour la période actuelle (1950 à aujourd'hui).

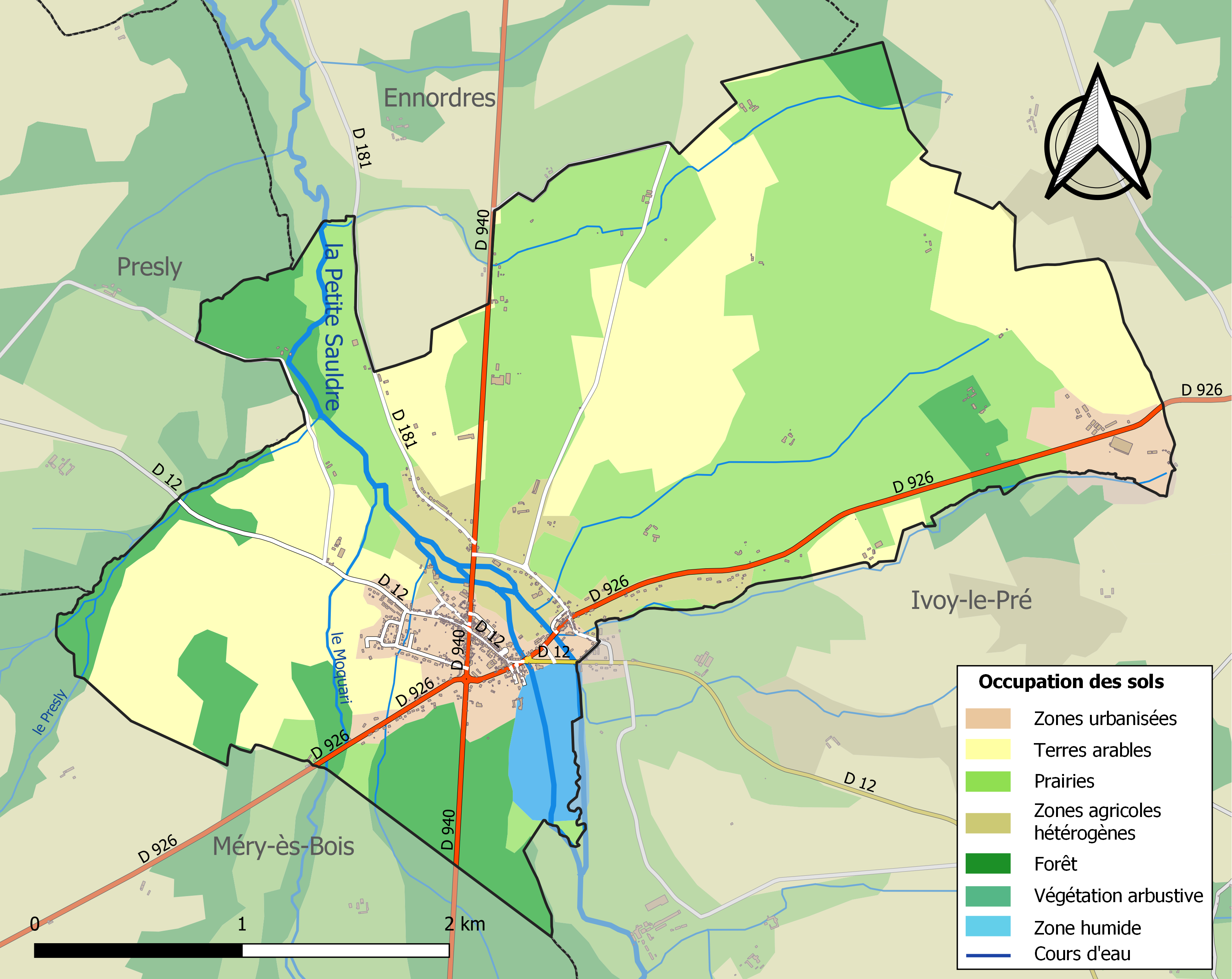
Carte des infrastructures et de l'occupation des sols de la commune en 2018 (CLC).

### Risques majeurs
Le territoire de la commune de La Chapelle-d'Angillon est vulnérable à différents aléas naturels : météorologiques (tempête, orage, neige, grand froid, canicule ou sécheresse) et séisme (sismicité très faible). Un site publié par le BRGM permet d'évaluer simplement et rapidement les risques d'un bien localisé soit par son adresse soit par le numéro de sa parcelle.

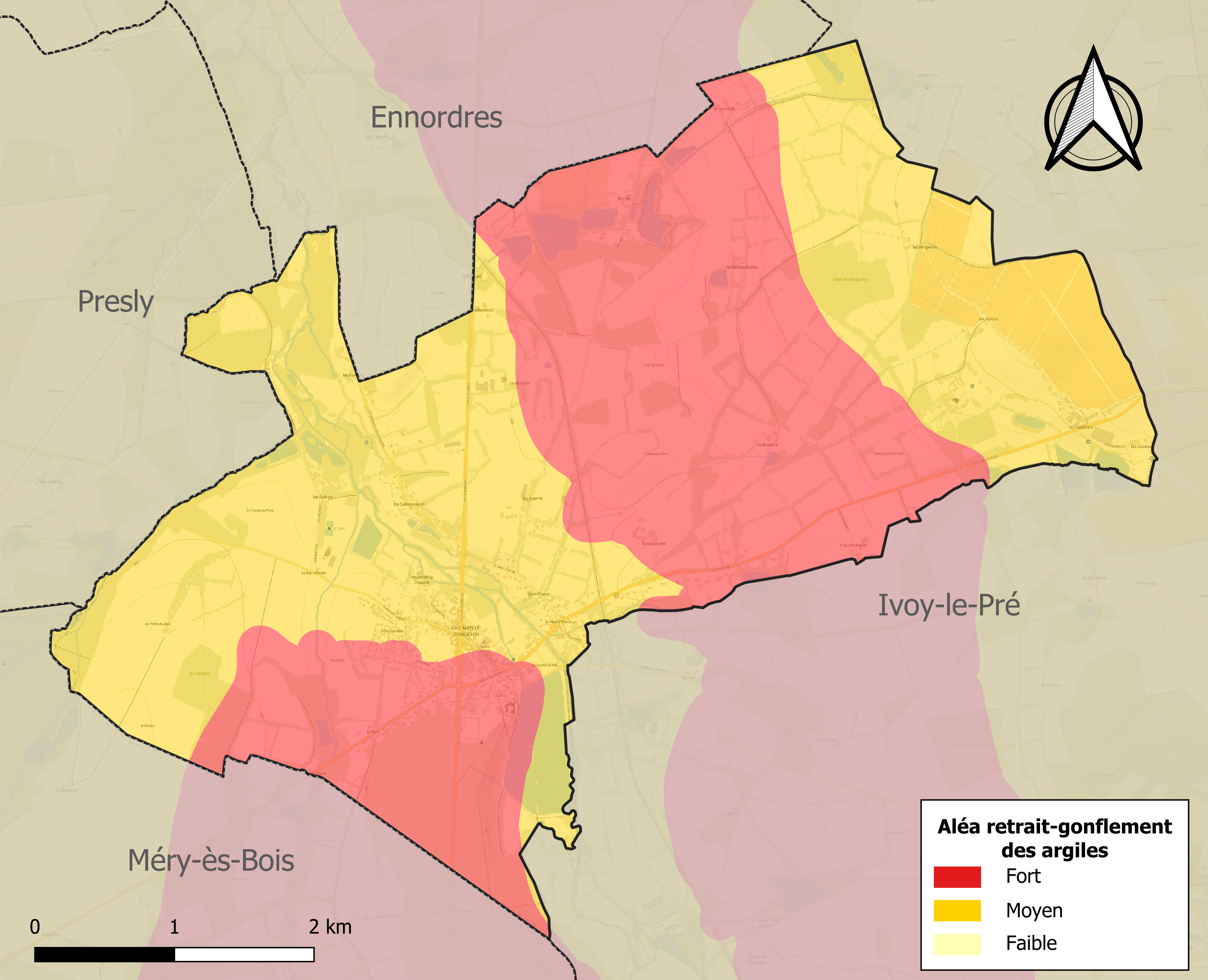
Carte des zones d'aléa retrait-gonflement des sols argileux de La Chapelle-d'Angillon.

Le retrait-gonflement des sols argileux est susceptible d'engendrer des dommages importants aux bâtiments en cas d’alternance de périodes de sécheresse et de pluie. La totalité de la commune est en aléa moyen ou fort (90 % au niveau départemental et 48,5 % au niveau national). Sur les 392 bâtiments dénombrés sur la commune en 2019, 392 sont en aléa moyen ou fort, soit 100 %, à comparer aux 83 % au niveau départemental et 54 % au niveau national. Une cartographie de l'exposition du territoire national au retrait gonflement des sols argileux est disponible sur le site du BRGM,.
Concernant les mouvements de terrains, la commune a été reconnue en état de catastrophe naturelle au titre des dommages causés par la sécheresse en 2011, 2018 et 2019 et par des mouvements de terrain en 1999.

## Histoire
Le nom du village proviendrait selon une légende locale de « Capella dentis Gilonis ». La dent en question serait une incisive de saint Benoit conservée en la chapelle de l’abbaye de Loroy, relevant de l’ordre Saint-Sulpice, aujourd’hui ruinée et sise dans le territoire de la commune de Méry-ès-Bois. Gilonis ferait référence à Gilon de Seuly, le constructeur de la première forteresse.
La bourgade devient la demeure des princes de Boisbelle, centre d'une principauté souveraine, séparée du royaume de France et ne payant pas l'impôt à ce dernier. La principauté est rachetée en 1605 par Maximilien de Béthune qui lui conserve ses avantages. En 1766, elle est cédée au royaume de France.
Le 3 octobre 1886, la commune a vu naître Alain-Fournier, futur écrivain français dont l'œuvre la plus célèbre, Le Grand Meaulnes, prend pour cadre plusieurs lieux de la commune et ses alentours (hameau de la Sablonnières, etc.).

### Bombardement (1940)
Le 18 juin 1940, vers 19 heures, une trentaine de bombardiers allemands, après un premier passage, a déversé des bombes sur le champ de foire faisant de nombreuses victimes. Cent quatre sont inhumées (dont cinq Chapellois), sans compter de nombreux blessés.

## Politique et administration
| Période                                  | Période       | Identité               | Étiquette                | Qualité                                              |
| ---------------------------------------- | ------------- | ---------------------- | ------------------------ | ---------------------------------------------------- |
| 1904                                     | 1936          | Louis-Nestor Gagnières | Républicain progressiste |                                                      |
| ?                                        | 1981          | Amédée Auguste Lureau  |                          | Général de brigade conseiller général de 1961 à 1979 |
| mars 2001                                | mars 2008     | Pierre Heuclin         | DVD                      | Conseiller général                                   |
| mars 2008                                | 30 avril 2010 | Guy Amelot             | DVG                      |                                                      |
| avril 2010                               | mars 2014     | Gérard Cornil          | DVD Apparenté UMP        |                                                      |
| mars 2014                                | en cours      | Joël Coulon,           |                          | Ancien artisan, commerçant ou chef d'entreprise      |
| Les données manquantes sont à compléter. |               |                        |                          |                                                      |

## Démographie
L'évolution du nombre d'habitants est connue à travers les recensements de la population effectués dans la commune depuis 1793. Pour les communes de moins de 10 000 habitants, une enquête de recensement portant sur toute la population est réalisée tous les cinq ans, les populations de référence des années intermédiaires étant quant à elles estimées par interpolation ou extrapolation. Pour la commune, le premier recensement exhaustif entrant dans le cadre du nouveau dispositif a été réalisé en 2006.

En 2022, la commune comptait 610 habitants, en évolution de −4,09 % par rapport à 2016 (Cher : −2,48 %, France hors Mayotte : +2,11 %).
| 1793 | 1800 | 1806 | 1821 | 1831 | 1836 | 1841 | 1846 | 1851 |
| ---- | ---- | ---- | ---- | ---- | ---- | ---- | ---- | ---- |
| 543  | 543  | 633  | 680  | 706  | 771  | 782  | 793  | 837  |

| 1856 | 1861 | 1866 | 1872 | 1876 | 1881 | 1886 | 1891 | 1896 |
| ---- | ---- | ---- | ---- | ---- | ---- | ---- | ---- | ---- |
| 848  | 884  | 894  | 847  | 869  | 917  | 968  | 958  | 963  |

| 1901 | 1906 | 1911 | 1921 | 1926 | 1931 | 1936 | 1946 | 1954 |
| ---- | ---- | ---- | ---- | ---- | ---- | ---- | ---- | ---- |
| 961  | 967  | 961  | 880  | 870  | 805  | 780  | 788  | 779  |

| 1962 | 1968 | 1975 | 1982 | 1990 | 1999 | 2006 | 2011 | 2016 |
| ---- | ---- | ---- | ---- | ---- | ---- | ---- | ---- | ---- |
| 686  | 727  | 744  | 756  | 687  | 667  | 655  | 665  | 636  |

| 2021 | 2022 | - | - | - | - | - | - | - |
| ---- | ---- | - | - | - | - | - | - | - |
| 611  | 610  | - | - | - | - | - | - | - |

## Culture locale et patrimoine

### Patrimoine culturel immatériel
Un jeu traditionnel se joue à La Chapelle-d'Angillon, le jeu du Bordé, celui-ci a été inscrit à l'inventaire du patrimoine culturel immatériel en France en 2012.

### Lieux et monuments

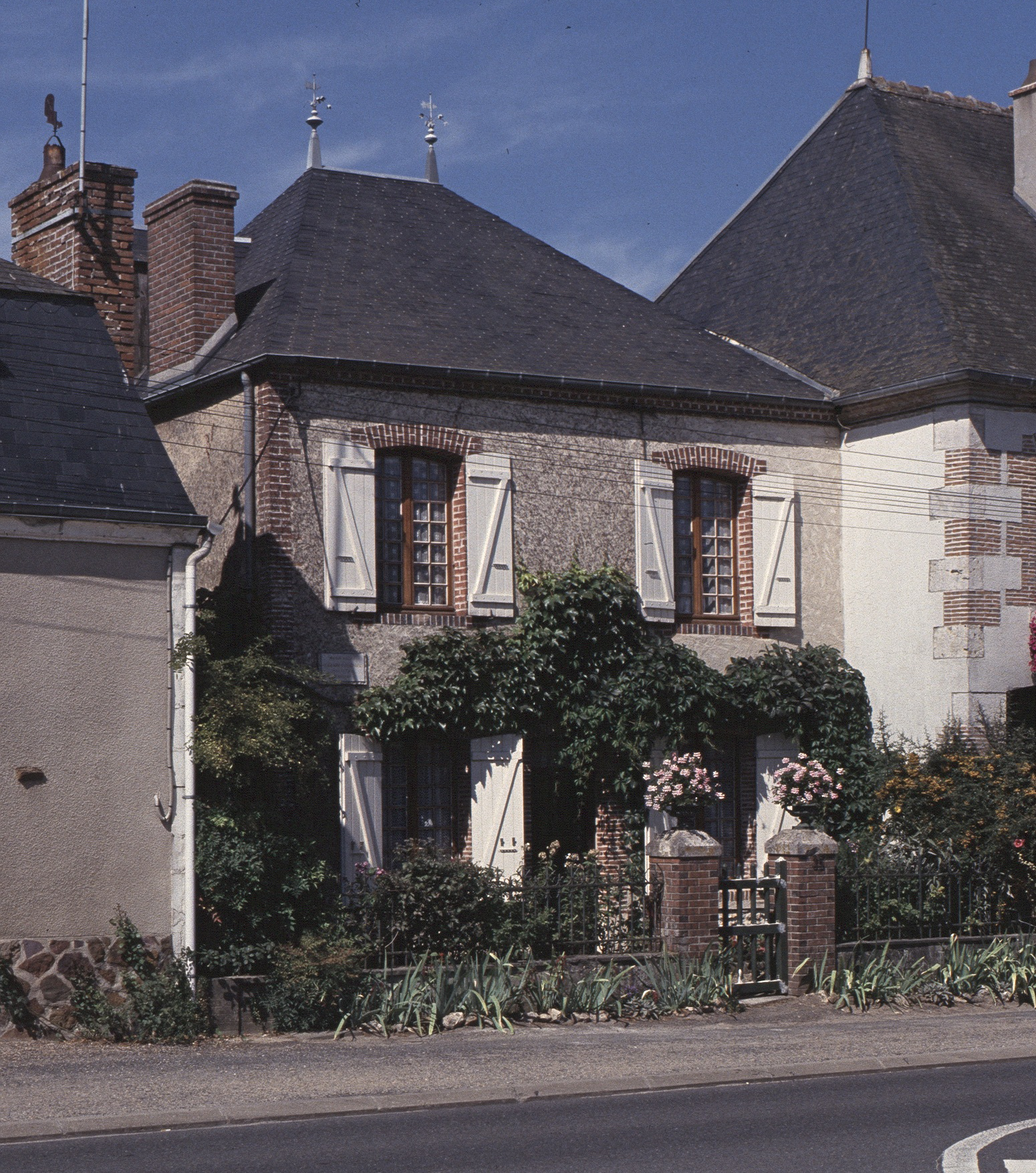
Maison natale d'Alain-Fournier.

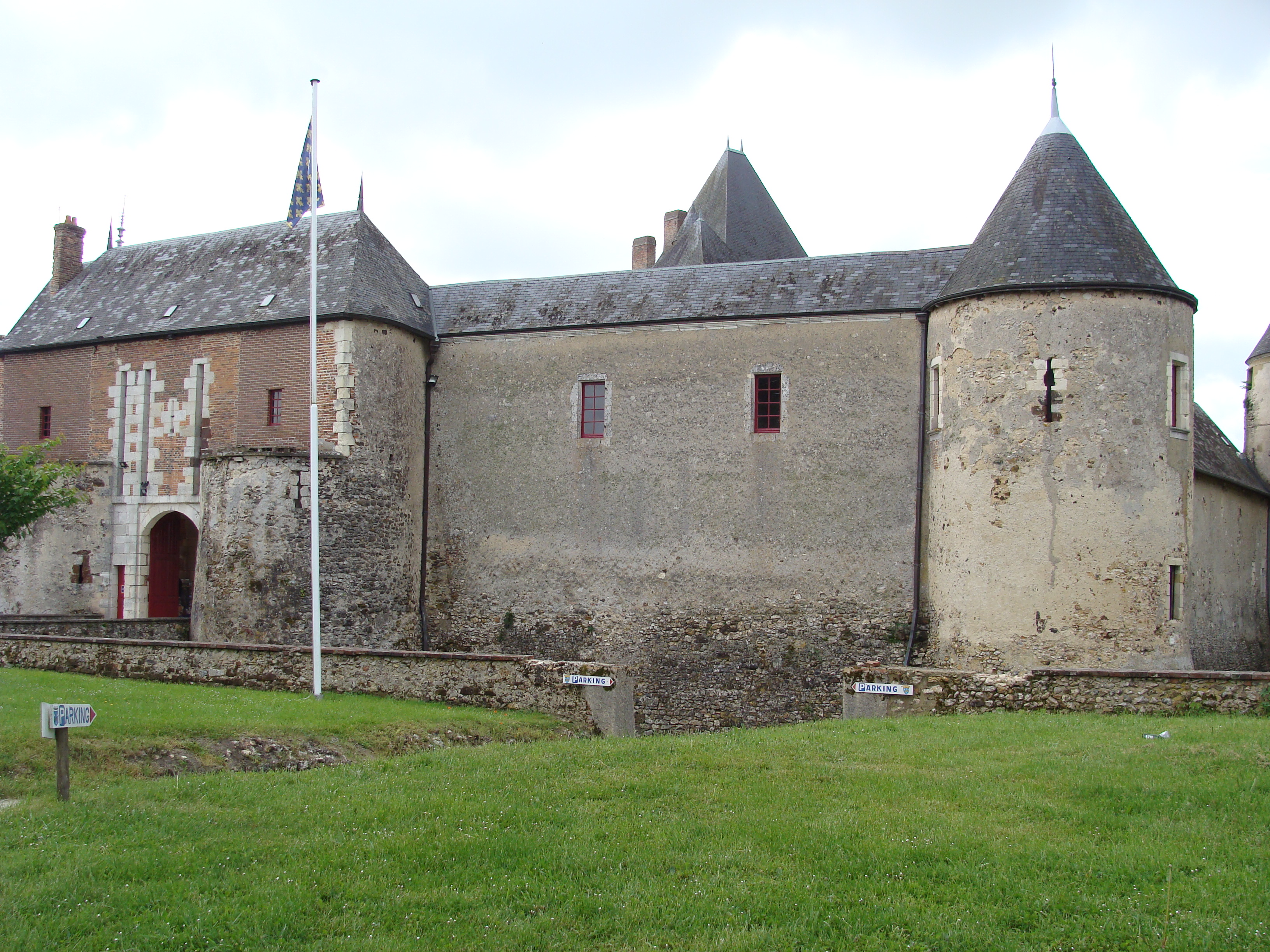
le château de Béthune.

- Le château de Béthune[25], avec un donjon datant du XIe siècle : il est classé aux Monuments historiques en 1963[15].
  - Musée Alain-Fournier.
  - Fondation royale albanaise, collections du XVIIIe siècle, yatagans, costumes traditionnels, gravures. La présence de cette collection au château de La Chapelle-d'Angillon s'explique par des liens d'amitié entre la famille d'Ogny, propriétaire du château et la famille royale d'Albanie.
    - Collections  diverses (Murillo, della Robbia, meubles, tapisseries...).
- Maison natale d'Alain Fournier.
- Église baroque.
- Monument aux morts.
- Un étang.
- Maisons anciennes.

### Personnalités liées à la commune
- Odon de Sully ou Eudes de Sully : archevêque de Paris, bâtisseur de Notre-Dame et frère d'Henri de Sully archevêque de Bourges.
- Henriette de Nevers (1542-1601), y est née.
- Alain-Fournier, écrivain, y est né. La commune et ses environs sert de décor à une partie de son roman Le Grand Meaulnes. La commune y est citée sous le nom de La Ferté-d'Anguillon.
- Isabelle Rivière, sa sœur, y est née.
- Marie-Madeleine Martin, historienne et éditrice, y est morte.
- L'acteur Laurent Morlas y est tué par le bombardement du 18 juin 1940. Il repose dans le cimetière communal.

### Héraldique
|  | Les armes de la commune se blasonnent ainsi : D’or à la croix ancrée de sable. |